# Asian Rugby Championship 1990
El Asian Rugby Championship  de 1990 fue la 12.ª edición del principal torneo asiático de rugby.

## Desarrollo

### Grupo A
| Pos. | Equipo        | Encuentros | Encuentros | Encuentros | Encuentros | Tantos  | Tantos    | Tantos     | Puntos Totales |
| Pos. | Equipo        | jugados    | ganados    | empatados  | perdidos   | a favor | en contra | diferencia | Puntos Totales |
| ---- | ------------- | ---------- | ---------- | ---------- | ---------- | ------- | --------- | ---------- | -------------- |
| 1    | Corea del Sur | 3          | 3          | 0          | 0          | 63      | 34        | 29         | 6              |
| 2    | Hong Kong     | 3          | 1          | 0          | 2          | 43      | 41        | 2          | 2              |
| 3    | Taiwán        | 3          | 1          | 0          | 2          | 24      | 37        | - 13       | 2              |
| 4    | Sri Lanka     | 3          | 1          | 0          | 2          | 35      | 53        | - 18       | 2              |

| 20 de octubre | Corea del Sur | 21 - 6 | Taiwán |  |  |

| 20 de octubre | Hong Kong | 21 - 13 | Sri Lanka |  |  |

| 22 de octubre | Hong Kong | 15 - 16 | Corea del Sur |  |  |

| 22 de octubre | Sri Lanka | 9 - 6 | Taiwán |  |  |

| 24 de octubre | Corea del Sur | 26 - 13 | Sri Lanka |  |  |

| 24 de octubre | Taiwán | 12 - 7 | Hong Kong |  |  |

### Grupo B
| Pos. | Equipo    | Encuentros | Encuentros | Encuentros | Encuentros | Tantos  | Tantos    | Tantos     | Puntos Totales |
| Pos. | Equipo    | jugados    | ganados    | empatados  | perdidos   | a favor | en contra | diferencia | Puntos Totales |
| ---- | --------- | ---------- | ---------- | ---------- | ---------- | ------- | --------- | ---------- | -------------- |
| 1    | Japón     | 3          | 3          | 0          | 0          | 191     | 21        | 170        | 6              |
| 2    | Tailandia | 3          | 1          | 1          | 1          | 80      | 85        | - 5        | 3              |
| 3    | Malasia   | 3          | 1          | 1          | 1          | 29      | 70        | - 41       | 3              |
| 4    | Singapur  | 3          | 0          | 0          | 3          | 15      | 139       | - 124      | 0              |

Nota: Se otorgan 2 puntos al equipo que gane un partido, 1 al que empate y 0 al que pierda
| 21 de octubre | Japón | 45 - 3 | Malasia |  |  |

| 21 de octubre | Tailandia | 49 - 3 | Singapur |  |  |

| 23 de octubre | Japón | 66 - 15 | Tailandia |  |  |

| 23 de octubre | Malasia | 10 - 9 | Singapur |  |  |

| 25 de octubre | Japón | 80 - 3 | Singapur |  |  |

| 25 de octubre | Malasia | 16 - 16 | Tailandia |  |  |

### Definición 3° puesto
| 26 de octubre | Hong Kong | 50 - 15 | Tailandia |  |  |

### Final
| 27 de octubre | Japón | 9 - 13 | Corea del Sur |  |  |

| Bandera de Corea del Sur |
| Campeón Corea del Sur    |
| Cuarto título            |